# Џексон (Јужна Каролина)
Џексон (енгл. Jackson) град је у америчкој савезној држави Јужна Каролина.

## Демографија
По попису из 2010. године број становника је 1.700, што је 75 (4,6%) становника више него 2000. године.
| Група             | 2000.         | 2010.         |
| Белци             | 1.423 (87,6%) | 1.397 (82,2%) |
| Афроамериканци    | 146 (9,0%)    | 233 (13,7%)   |
| Азијати           | 5 (0,3%)      | 13 (0,8%)     |
| Хиспаноамериканци | 20 (1,2%)     | 32 (1,9%)     |
| Укупно            | 1.625         | 1.700         |